# Grand Prix d'Isbergues 2001
Il Grand Prix d'Isbergues 2001, cinquantacinquesima edizione della corsa e valida come evento dell'UCI categoria 1.2, si svolse il 23 settembre 2001, per un percorso totale di 204,5 km. Fu vinto dal belga Peter Van Petegem che giunse al traguardo con il tempo di 4h45'43" alla media di 42,945 km/h.
Al traguardo 39 ciclisti portarono a termine il percorso.

## Ordine d'arrivo (Top 10)
| Pos. | Corridore         | Squadra         | Tempo    |
| ---- | ----------------- | --------------- | -------- |
| 1    | Peter Van Petegem | Collstrop       | 4h45'43" |
| 2    | Chris Peers       | Cofidis         | s.t.     |
| 3    | Nico Mattan       | Cofidis         | s.t.     |
| 4    | Patrick Jonker    | Big Mat         | s.t.     |
| 5    | Geoffrey Demeyere | Vlaanderen-T    | a 15"    |
| 6    | Jean-Cyril Robin  | Bonjour         | s.t.     |
| 7    | Christophe Brandt | Lotto           | s.t.     |
| 8    | Björn Leukemans   | Vlaanderen-T    | a 42"    |
| 9    | Paul Van Hyfte    | Lotto           | a 2'22"  |
| 10   | Pierrick Fédrigo  | Crédit Agricole | a 2'25"  |